# Вікна Отуско
Вікна Отуско (ісп. Ventanillas de Otuzco; кеч. Utusku qhawanachakuna) — археологічний пам'ятник у Перу, в регіоні Кахамарка, провінція Кахамарка. Являє собою древній некрополь, вирубаний в скелях. Оскільки некрополь був розграбований кілька століть тому, визначити його культурну приналежність непросто, найчастіше археологи відносять його до місцевої доінкської культурі Кахамарка.